# Merlevenez
Merlevenez is een gemeente in het Franse departement Morbihan (regio Bretagne). De plaats maakt deel uit van het arrondissement Lorient. Merlevenez telde op 1 januari 2022 3.191 inwoners.

## Geografie
De oppervlakte vanMerlevenez bedroeg op 1 januari 2022 17,67 vierkante kilometer; de bevolkingsdichtheid was toen 180,6 inwoners per km².

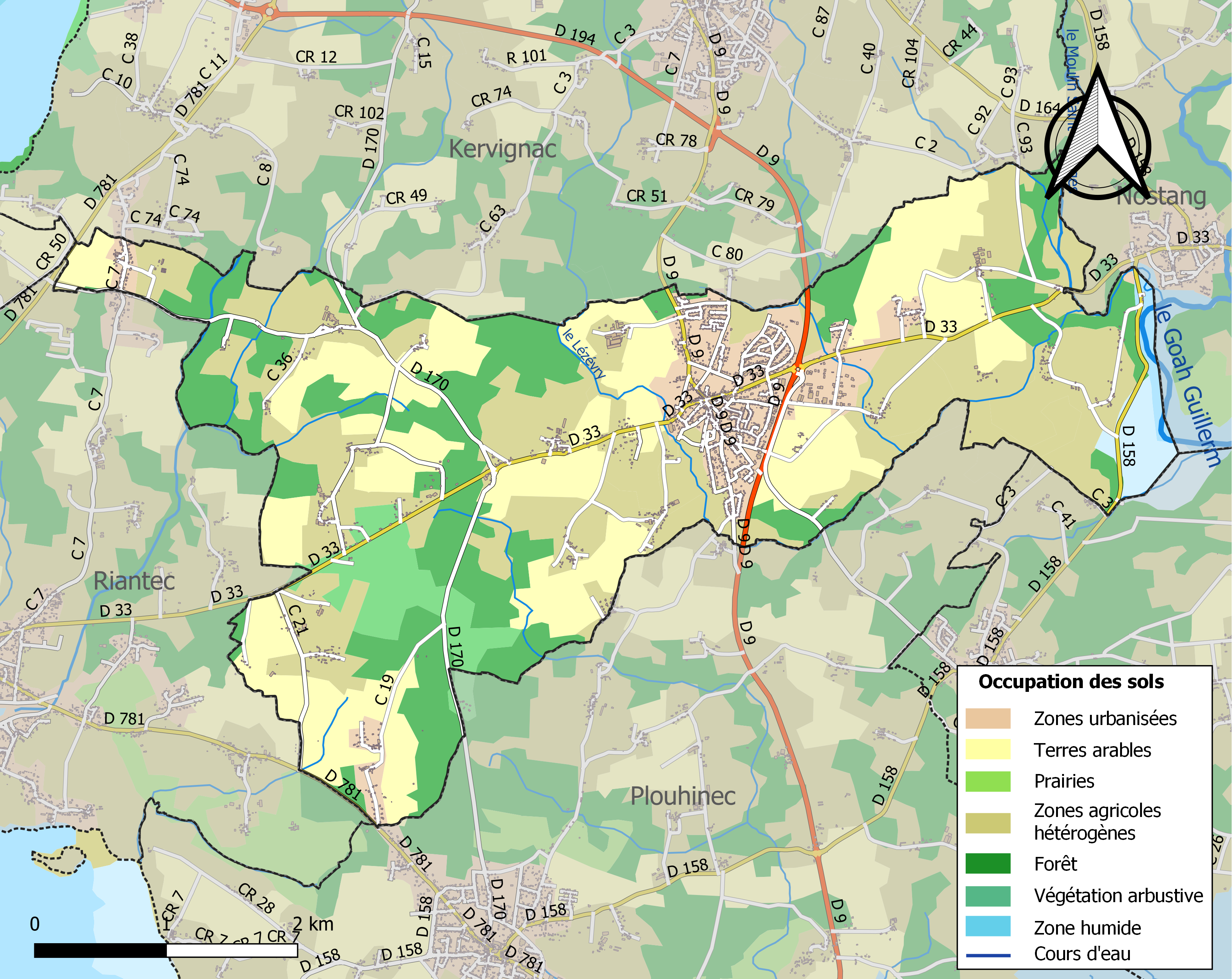
Kaart van de gemeente met de belangrijkste infrastructuur, bodemgebruik en omliggende gemeenten

## Demografie
Onderstaande figuur toont het verloop van het inwonertal, bron: INSEE-tellingen. 